# دروبي
دروبي (بالإنجليزية: Droopy)‏ هي شخصية رسوم متحركة من العصر الذهبي للرسوم المتحركة الأمريكية. إنه كلب باسيت هاوند أبيض اللون مجسم ذو وجه متدلي. تم إنشاؤه في عام 1943 بواسطة تيكس أيفري للأفلام الكرتونية المسرحية التي أنتجها استوديو الرسوم المتحركة مترو جولدوين ماير. في الأساس، على النقيض التام لشخصية أفيري الأخرى في MGM، وهي Screwy Squirrel الصاخبة والمجنونة، يتحرك Droopy ببطء وخمول، ويتحدث بصوت رتيب أجش، ورغم أنه ليس شخصية مهيبة على الإطلاق، إلا أنه ذكي بما يكفي للتغلب على أعدائه. عندما يتم إثارته في النهاية إلى الغضب، غالبًا بواسطة رجل سيء يضحك عليه بشدة، يكون دروبي قادرًا على ضرب الخصوم الذين يفوقونه حجمًا بعدة مرات بضربة كوميدية.
ظهرت الشخصية لأول مرة، بدون اسم، في الرسوم المتحركة Dumb-Hounded التي أنتجها أفيري عام 1943. على الرغم من أنه لم يُطلق عليه اسم "دروبي" على الشاشة حتى فيلمه الكرتوني الخامس، السيد دروبي (1949)، إلا أن الشخصية كانت تحمل اسم "دروبي" بالفعل في أوراق النماذج لأول فيلم كرتوني له. تم تسميته رسميًا في البداية باسم "Happy Hound"، وهو الاسم المستخدم في ظهور الشخصية في Our Gang Comics. قام ببطولة 24 فيلمًا كرتونيًا مسرحيًا، وانتهى في عام 1958 عندما أغلقت MGM قسم الرسوم المتحركة الخاص بها. تم إحياء الشخصية عدة مرات لإنتاجات جديدة بما في ذلك الأفلام والبرامج التلفزيونية التي تضم أيضًا نجوم الرسوم المتحركة الآخرين المشهورين في MGM، توم وجيري، إما كحلفاء أو أعداء لهم. ومن المعروف أيضًا أنه كان مرشدًا لقناة كرتون نتورك عندما تم إطلاقها لأول مرة في 1 أكتوبر 1992.
في الرسوم المتحركة Northwest Hounded Police، تم ذكر لقب Droopy وهو "McPoodle". في فيلم The Chump Champ، تم تسميته بـ "Poodle". ومع ذلك، فمن المفهوم عمومًا أن دروبي هو كلب باسيت هاوند.

## تاريخ

### مترو جولدوين ماير
ظهر دروبي لأول مرة في فيلم الرسوم المتحركة Dumb-Hounded من إنتاج مترو غولدوين ماير، والذي صدر في 20 مارس 1943. يبدأ المشهد الأول لدروبي عندما يتجول في أعين الجمهور وينظر إليهم ويقول: "مرحباً، أيها السعداء... هل تعلمون؟ أنا البطل". في الفيلم الكرتوني، يتعقب دروبي سجيناً هارباً وينتظر دائماً اللص أينما ظهر. كان أفيري قد استخدم مزحة مماثلة في فيلمه القصير ميري ميلوديز Tortoise Beats Hare (1941) بطولة باغز باني، والذي كان بدوره توسعًا/مبالغة في فرضية فيلمه The Blow Out (1936) مع بوركي بيغ. في الواقع، يظهر هذا الكارتون أن الأفكار المبكرة حول شخصية دروبي كانت في طور النمو بالفعل، حيث أن شخصية سيسيل السلحفاة في الفيلم تشبه دروبي إلى حد كبير.
تم تصميم صوت دروبي الهادئ والجاد وشخصيته على غرار شخصية والاس ويمبل في الكوميديا الإذاعية Fibber McGee and Molly؛ الممثل بيل طومسون، الذي لعب دور ويمبل، كان الصوت الأصلي لدروبي. خلال فترة خدمته في البحرية الأمريكية خلال الحرب العالمية الثانية، تم لعب الدور من قبل ممثلين صوتيين آخرين، بما في ذلك دون ميسيك، الذي أعاد تمثيل الدور في التسعينيات. قال الممثل الكوميدي المفضل لدى آفري، هنري ويلسون ألن، إن آفري نفسه قدم الصوت في عدة مناسبات، و"لم يكن من الممكن معرفة الفرق". كان دروبي نفسه ممثلاً متعدد المواهب: كان بإمكانه لعب دور شرطي أو راعي بقر أو نائب أو وريث أو شخص عادي محب لموسيقى الديكسي لاند بنفس السهولة. تم استخدام نفس الصوت لشخصية Big Heel-Watha في الرسوم المتحركة Screwy Squirrel التي تحمل نفس الاسم وللحاج الذي يطارد ديكًا روميًا تم تصميمه على غرار جيمي دورانت في فيلم Avery القصير Jerky Turkey عام 1945.
من السمات الأكثر إثارة للدهشة في دروبي هي قوته المذهلة، نظرًا لقامته الصغيرة ومظهره وشخصيته المتواضعة، ولكن هذا كان عادةً مخصصًا عندما كان منزعجًا (مع بعض الاستثناءات النادرة، حيث كان يحرك خصمه بسهولة شديدة دون إيذائه)، وفي ذلك الوقت كان يقول بصوت رتيب "هل تعلم ماذا؟ هذا يجعلني غاضبًا" قبل ضرب الشرير التعيس في القطعة. كانت إحدى هذه المناسبات في السيد دروبي، حيث فعل هذا لثور. لقد حدث هذا مرة أخرى في One Droopy Knight، حيث كان التنين ضحية Droopy. في الحالة الثانية، كسر أيضًا ذيل التنين وضربه بعيدًا جدًا به مثل مضرب البيسبول (على ما يبدو، تجدد مثل ذيل السحلية، نظرًا لأن التنين غير المصاب أصبح فيما بعد خادمًا/حيوانًا أليفًا لدروبي). تم القيام بذلك أيضًا من قبل نسخة طفل من Droopy في الفيلم القصير ذي الطابع الغربي Homesteader Droopy. كان أحد الأمثلة على إظهار دروبي لقوته دون أن يتم استفزازه في فيلم The Chump Champ حيث قام سبايك (بدور "Gorgeous Gorillawitz") بحشو سندان في كيس السرعة. يقوم دروبي بسهولة بضرب الحقيبة عدة مرات ولكن عندما يقوم سبايك بضربها، يتحطم نصفه على الأرض. كان هناك موقف مضحك آخر حدث خلال العديد من الرسوم المتحركة لدروبي وهو عندما قام خصوم دروبي بقطع شجرة. وعندما بدأت الشجرة في السقوط وكانت على وشك سحق دروبي غير المنتبه، كان الخصم يركض في الاتجاه المعاكس، ويشير إلى السماء، ويصرخ، "تيم.....". ثم في لحظة المفاجأة، ستغير الشجرة اتجاهها وتنتهي بسحق الخصم بدلاً من ذلك، وسينهي كلامه قائلاً: "..... بير" بينما لا يزال يشير إلى السماء بنظرة ارتباك على وجهه. في معظم رسومه الكرتونية، يتطابق ذكاء دروبي مع إما ذئب مجسم أنيق (تجسد شخصية الذئب المجرمين في كل من Dumb-hounded وإعادة إنتاجه جزئيًا، Northwest Hounded Police (1946)) أو كلب بولدوغ يُدعى " سبايك "، صامت أحيانًا، وفي أحيان أخرى يتحدث بلكنة غيلية. رسوم متحركة لشخصين من نوع دروبي - إطلاق النار على دان ماكجو ووايلد وولفي - كما ظهرت أيضًا في الفيلم الجميل ذي المنحنيات الحمراء الساخنة (1943) للمخرج أفيري، حيث ظهرت فيه فتاة في محنة يطاردها الذئب. ثلاثة رسوم متحركة لاحقة لدروبي - ثلاثة جراء صغيرة (1953)، ولوحة سوداء (1957)، وخراف محطمة (1958) - تتميز بشخصية الذئب الجنوبي البطيء الحركة. تم التعبير عن هذا الذئب من قبل داوس بتلر باللهجة التي استخدمها بتلر لاحقًا في Huckleberry Hound من إنتاج هانا-باربيرا للإنتاج، وكان شخصية أكثر جمودًا مع ميل إلى الصفير " Kingdom Coming " (المعروف أيضًا باسم "Jubalio") لنفسه (مثلما كان هكلبيري يغني " Oh My Darling Clementine " لنفسه).
أخذ أفيري استراحة لمدة عام من MGM من عام 1950 إلى عام 1951، وخلال ذلك الوقت تولى ديك لندي وحدته لإنتاج فيلم كرتوني واحد عن دروبي، كاباليرو دروبي، والعديد من أفلام الرسوم المتحركة عن بارني بير. عاد أفيري في أواخر عام 1951 واستمر في إنتاج فيلم Droopy وأفلامه الفردية حتى تم حل وحدة أفيري بواسطة MGM في عام 1953. بقي مايكل لاه، رسام الرسوم المتحركة في أفيري، لفترة كافية لمساعدة ويليام هانا وجوزيف باربيرا في إكمال فيلم Vice Droopy بعد أن غادر أفيري الاستوديو. غادر لاه نفسه بعد ذلك شركة مترو غولدوين ماير، لكنه عاد في عام 1955 لإخراج أفلام الرسوم المتحركة من إنتاج سينما سكوب دروبي التي شارك في بطولتها إما سبايك (الذي أصبح اسمه الآن بوتش بسبب اسم البلدغ الذي يحمل نفس الاسم في أفلام الرسوم المتحركة توم وجيري من إنتاج هانا وباربيرا) أو الذئب صاحب الصافرة في فيلم "المملكة القادمة". تم استبدال بطاقة العنوان الافتتاحية بتسلسل مرسوم حديثًا حيث يقدم دروبي تحيته الجادة: "مرحبًا، أيها الأشخاص السعداء". تم إنشاء سبعة رسوم متحركة لدروبي تحت إشراف إنتاج HB. تم ترشيح أحد هذه الأفلام، وهو One Droopy Knight (1957)، لجائزة الأوسكار لأفضل موضوع قصير (رسوم متحركة) عام 1957. ومع ذلك، بحلول وقت إصدار فيلم One Droopy Knight في ديسمبر 1957، كان استوديو الرسوم المتحركة MGM قد أغلق لمدة ستة أشهر، نتيجة لتخفيض حجم الشركة.

### ظهورات لاحقة
في عام 1980، أنتجت شركة فيلميشن سلسلة من أفلام دروبي القصيرة منخفضة الميزانية للتلفزيون كجزء من مسلسلها التلفزيوني عرض توم وجيري الكوميدي. في مسلسل أبناء توم وجيري من إنتاج هانا-باربيرا في تسعينيات القرن العشرين، كان لدى دروبي ابن صغير يُدعى دريبل (صوته تشارلي أدلر)، وهو نسخة أكبر سنًا من الطفل الذي نراه في Homesteader Droopy. ربما كان النجاح البسيط الذي حققه العرض هو الذي وفر معظم بضائع دروبي: الألعاب المحشوة، والوجبات الخفيفة الصمغية، والتماثيل الصغيرة، وما إلى ذلك. في عام 1993، أنتجت شركة توم وجيري للأطفال مسلسلًا فرعيًا، دروبي، المحقق الرئيسي، والذي قام فيه دروبي وابنه بدور محققين على طراز أفلام الجريمة. كما ظهر دروبي أيضًا في فيلمين مسرحيين: كمشغل مصعد في فيلم من ورط الأرنب روجر (حيث تم تقديم صوته بواسطة مخرج الرسوم المتحركة في الفيلم ريتشارد ويليامز )، وفي توم وجيري الفيلم (1992). كما ظهر دروبي أيضًا في الأفلام الثلاثة القصيرة التي أنتجتها شركة ديزني والتي تحمل اسم Roger Rabbit، وهي Tummy Trouble (مرة أخرى هو عامل مصعد)، و Roller Coaster Rabbit (يلعب دور رجل سيء يرتدي زي Snidely Whiplash)، و Trail Mix-Up (يلعب دور غواص). يظهر دروبي أيضًا في سلسلة الرسوم المتحركة لعام 2006 قصص توم وجيري، وظهر في كل أفلام توم وجيري التي تم عرضها مباشرة على الفيديو تقريبًا، بدءًا من توم وجيري: الخاتم السحري، إما كحليف أو عدو.
في الأول من أكتوبر عام 1992، عندما تم بث قناة كرتون نتورك لأول مرة، تم تكليف دروبي بدور مهم للغاية في إظهار دليل هذه القناة للأطفال في برنامجه الأقل شهرة "دليل دروبي إلى قناة كرتون نتورك".
في يونيو 1999، ظهر دروبي في فيلم قصير على قناة كرتون نتورك بعنوان Thanks a Latté، حيث يعمل في مقهى ويجبر ذئبًا بخيلًا على إعطائه إكرامية. في هذا المقطع القصير، تم تصوير الشخصية برأس أصلع وتم أداء صوتها بواسطة جيف بيرجمان. تم عرض المسلسل القصير على قناة بومرانغ الشقيقة لشبكة Cartoon Network حتى عام 2015. خلال نفس الفترة، ظهر دروبي أيضًا في برنامج أدلت سويم 's Harvey Birdman، Attorney at Law في الحلقة "Droopy Botox"، بصوت موريس لامارش. وقد شوهد وهو يسعى إلى تسوية بعد أن حقنه جراح تجميل بكمية زائدة من البوتوكس (كانت إحدى النكات المتكررة في هذه الحلقة هي حقيقة أن دروبي كان يُرى غالبًا وهو يبكي على الرغم من وجود ابتسامة ضخمة متجمدة على وجهه، وهو عكس الرسوم المتحركة الكلاسيكية حيث كان دروبي حزين الوجه غالبًا ما يقول، "هل تعلم ماذا؟ أنا سعيد"). كان أحد الإعلانات الترويجية التي لا تُنسى على قناة Cartoon Network يضم دروبي (بصوت دون ميسيك) وشاجي من Scooby-Doo من إنتاج Hanna-Barbera، حيث قاما بمحاكاة مشهد حوار بين جولز وفينسينت في خيال رخيص.
تم إصدار سلسلة قصص مصورة صغيرة مكونة من ثلاثة أعداد بعنوان Droopy في منتصف التسعينيات بواسطة شركة دارك هورس كومكس.
في عام 1997، ظهر دروبي في برنامج Bloopers of the Cartoon Stars على قناة Cartoon Network. وهنا في لقطاته المضحكة، يقول عبارته الشهيرة "أنا سعيد للغاية" بينما يبتسم بالفعل.

## روابط خارجية
- موقع تكريم تكس افري
- كلب متدلٍ في Toonopedia لـ Don Markstein. تم أرشفة النسخة الأصلية في 5 مايو 2016.